# Giovanni Cagliero
Giovanni Cagliero, S.D.B. (11 de janeiro de 1838 - 28 de fevereiro de 1926) foi um cardeal italiano da Igreja Católica Romana que serviu como delegado apostólico na Nicarágua de 1908 a 1915, e foi elevado ao cardinalato em 1915.

## Biografia
Cagliero nasceu em Castelnuovo d'Asti e estudou no seminário e depois na Universidade de Turim. Ingressou na Pia Sociedade de São Francisco de Sales, mais conhecida como salesiana, em 1851. Recebeu o hábito clerical do próprio São João Bosco e tinha a fama de ser seu aluno favorito. Cagliero também foi um colega de classe de São Domingos Sávio e Beato Miguel Rua.
Foi ordenado ao sacerdócio em 14 de junho de 1862 e depois foi professor na Casa Salesiana de Turim até 1875. Cagliero liderou os dez primeiros salesianos para a América e estabeleceu cinco casas no Uruguai e na Argentina entre 1875 e 1877, após o que se tornou diretor espiritual de sua sociedade e o primeiro Diretor Geral das Filhas de Maria Auxiliadora em Turim. Foi nomeado Vigário Pró-Apostólico de novo vicariato no norte da Patagônia, na Argentina, em 20 de novembro de 1883.
Em 30 de outubro de 1884, Cagliero foi nomeado Bispo Titular de Magyus pelo Papa Leão XIII, recebendo sua consagração episcopal no dia 7 de dezembro do cardeal Gaetano Alimonda. Depois de ser promovido a Arcebispo Titular de Sebastea em 24 de março de 1904, serviu como Visitador Apostólico nas dioceses de Bobbio, Piacenza, Savona e Tortona em 1904. Cagliero foi nomeado delegado apostólico na Costa Rica em 10 de junho de 1908 e na Nicarágua em 26 de outubro do mesmo ano.
O Papa Bento XV criou-lhe o Cardeal-Presbítero de São Bernardo nas Termas Dioclecianas no consistório de 6 de dezembro de 1915; ele foi o primeiro cardeal salesiano. Cagliero optou pela ordem do Cardeal-bispo e assumiu a sé suburbicária de Frascati em 16 de dezembro de 1920. Ele foi um dos cardeais eleitores que participaram do Conclave de 1922, que selecionou o Papa Pio XI.
O cardeal Cagliero morreu em Roma, aos 88 anos. Ele foi inicialmente sepultado no sepulcro da Sagrada Congregação para a Propagação da Fé no cemitério de Campo di Verano, mas seus restos mortais foram posteriormente transferidos em 1964 para a Catedral Mater Misericordiae em Viedma .